# Evangelische Kirche (Lichenroth)

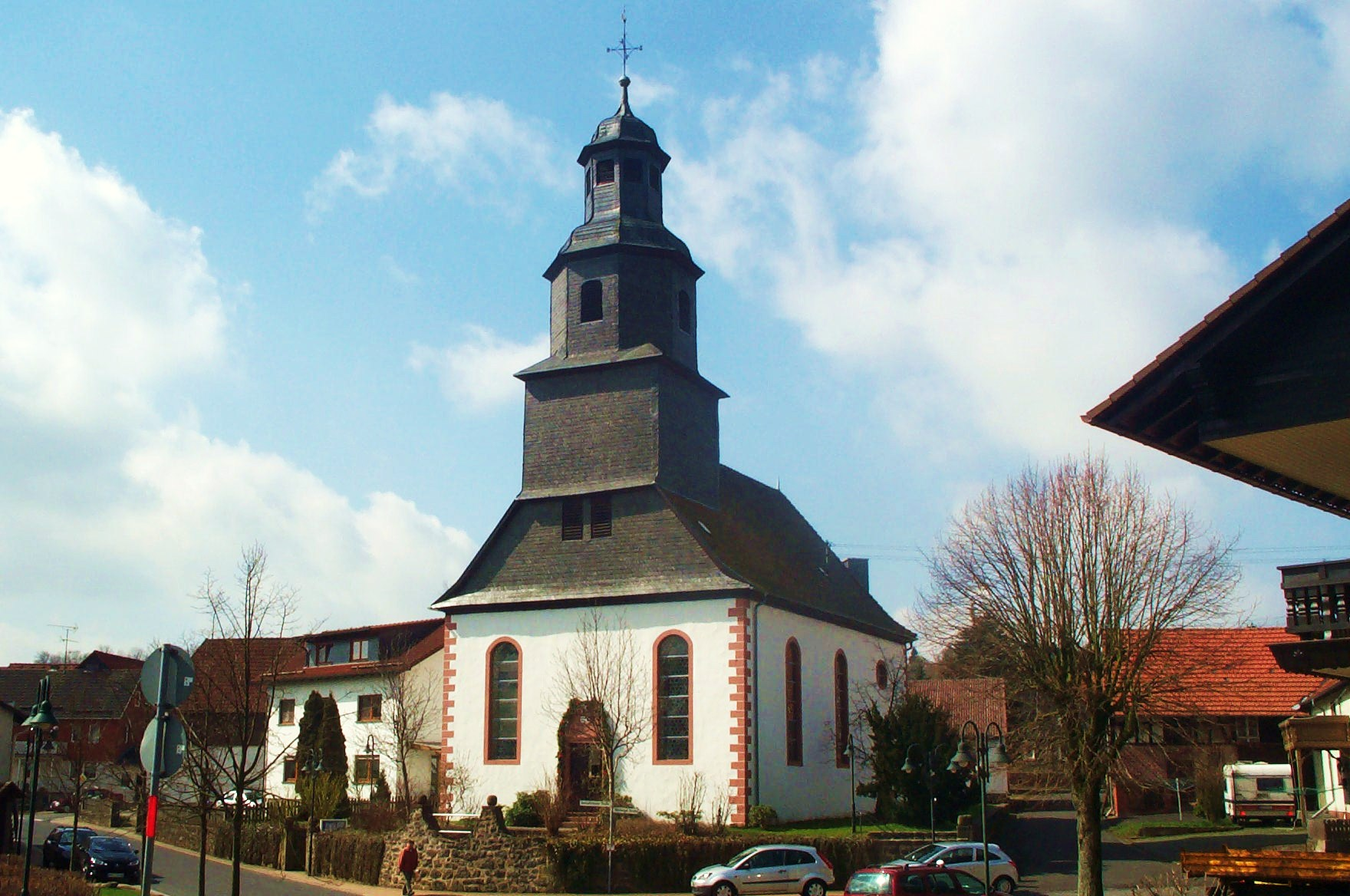
Evangelische Kirche (Lichenroth)

Die Evangelische Kirche Lichenroth ist ein denkmalgeschütztes Kirchengebäude, das in Lichenroth steht, einem Ortsteil der Gemeinde Birstein im Main-Kinzig-Kreis in Hessen. Die Kirchengemeinde gehört zum Kirchenkreis Kinzigtal im Sprengel Hanau-Hersfeld der Evangelischen Kirche von Kurhessen-Waldeck.

## Beschreibung
Die Saalkirche mit einem dreiseitigen Schluss im Westen wurde 1732 gebaut. Aus dem Satteldach des Kirchenschiffs erhebt sich im Osten ein quadratischer Dachreiter, auf dem eine achtseitige, zweistufige Haube sitzt. Die Emporen im Innenraum sind quer orientiert. Die steinerne Kanzel wurde aus dem Vorgängerbau übernommen. Die Orgel mit 11 Registern, einem Manual und einem Pedal wurde 2007 von Hans Peter Mebold gebaut.